# Животът на Емил Зола
„Животът на Емил Зола“ (на английски: The Life of Emile Zola) е американски биографичен филм, излязъл по екраните през 1937 година, режисиран от Уилям Дитерле с участието на Пол Муни, Глория Холдън, Гейл Сондергард и Джоузеф Шилдкраут.

## Сюжет
Произведението представя живота на Емил Зола, един от най-известните френски писатели от 19 век, неговото приятелство с бележития художник Пол Сезан и развитието на кариерата му към голямата слава. Филмът обръща особено внимание и върху въвличането на Зола в скандалния процес по „Делото Драйфус“.

## В ролите
| Актьор            | Роля                   |
| ----------------- | ---------------------- |
| Пол Муни          | Емил Зола              |
| Глория Холдън     | Александрин Зола       |
| Гейл Сондергард   | Луси Драйфус           |
| Джоузеф Шилдкраут | капитан Алфред Драйфус |
| Доналд Крисп      | Maitre Labori          |
| Ерин О'Брайън-Мур | Нана                   |
| Джон Литъл        |                        |
| Хенри О'Нийл      | полковник Пикар        |
| Морис Карновски   | Анатол Франс           |
| Луис Калърн       | майор Дорт             |
| Ралф Морган       | коменданта на Париж    |
| Робърт Барат      | майор Уолсин-Естерхази |
| Владимир Соколов  | Пол Сезан              |
| Грант Мичел       | Жорж Клемансо          |

## Награди
Продукцията е голям успех както във финансов, така и в художествен смисъл. На десетата церемония по връчване на наградите „Оскар“, „Животът на Емил Зола“ е голямото заглавие на вечерта спечелвайки три от основните награди: за най-добър филм, за най-добър актьор в поддържаща роля и за най-добър адаптиран сценарий. Това е и първия филм получил номинации за „Оскар“ в десет категории.
През 2000 година, филмът е избран като културно наследство за опазване в Националния филмов регистър към Библиотеката на Конгреса на САЩ. 